# Moacyr Alves dos Santos Silva
Moacyr Alves dos Santos Silva (Rio de Janeiro, 12 de fevereiro de 1918 – 10 de novembro de 1976) foi um médico brasileiro.
Foi eleito membro da Academia Nacional de Medicina em 1965, sucedendo Aluizio Cavalcanti Marques na Cadeira 51, que tem João Paulino Marques como patrono.